# Barrage du Chastang
Die Barrage du Chastang („Talsperre von Chastang“) ist ein französischer Stausee  im Département Corrèze in der Région Nouvelle-Aquitaine und ist seit 1951 in Betrieb. Die Staumauer wurde zwischen 1947 und 1952 erbaut.

## Geographie
Das Bauwerk staut den Lauf der Dordogne incl. der Luzège zwischen Bort-les-Orgues und Argentat im mittleren Teil des Zentralmassivs. Orte in der Nähe sind Servières-le-Château und Saint-Martin-la-Méanne.

## Nutzung
Genutzt wird der Stausee als Wasserkraftwerk zur Stromerzeugung und ist für eine Leistung von ca. 300 MW ausgelegt. Betreiber der Anlage ist die Électricité de France (EDF). Ebenso dient er zur Hochwasserregulierung.